# Turul Flandrei 2016
Turul Flandrei 2016 a fost cea de a 100-a ediție a cursei clasice de ciclism Turul Flandrei, cursă de o zi. S-a desfășurat pe data de 3 aprilie 2016 și face parte din calendarul UCI World Tour 2016. Cursa a avut startul la Bruges și s-a încheiat la Oudenaarde. Distanța totală a cursei a fost de 255 de kilometri, având 18 cățărări și 7 sectoare plate de pavate. Principalii favoriții la victorie erau Fabian Cancellara (Trek-Segafredo), Tom Boonen (Etixx-Quick Step) și Peter Sagan (Tinkoff-Saxo).
După ce mai mulți cicliști au abandonat cursa din cauza accidentelor și a leziunilor suferite, evadarea decisivă s-a fost format cu 30 km înainte de final de către Sagan, Michał Kwiatkowski (Team Sky) și Sep Vanmarcke (LottoNL-Jumbo). Pe ultima cățărare de la Oude Kwaremont, Kwiatkowski a fost lăsat în urmă; pe Paterberg, care a urmat la scurt timp și a fost ultima cățărare a cursei, Sagan l-a lăsat în urmă pe Vanmarcke și a pornit singur spre linia de sosire. Vanmarcke și Cancellara au colaborat încercând să îl ajungă, dar Sagan a reușit să ajungă primul la linia de sosire. Cancellara a terminat al doilea și Vanmarcke al treilea, ambii la mai mult de 20 de secunde in spatele lui Sagan.

## Echipe
Toate cele 18 echipe din UCI WorldTeams au fost invitate în mod automat și au fost obligate să participe la cursă. Șapte echipe au primit wild card-uri.

### Echipe UCI World
- Ag2r-La Mondiale
- Astana
- BMC Racing Team
- Etixx-Quick Step
- FDJ
- IAM Cycling
- Lampre-Merida
- Lotto Soudal
- Movistar
- Orica-GreenEDGE
- Cannondale-Garmin
- Giant-Alpecin
- Team Katusha
- LottoNL–Jumbo
- Dimension Data
- Team Sky
- Tinkoff-Saxo
- Trek-Segafredo

### Echipe continentale profesioniste UCI
| - Bora–Argon 18 - CCC–Sprandi–Polkowice - Direct Énergie - Roompot–Oranje Peloton | - Wilier Triestina–Southeast - Topsport Vlaanderen–Baloise - Wanty–Groupe Gobert |  |

## Rezultate
| Loc | Concurent          | Echipă              | Timp      |
| --- | ------------------ | ------------------- | --------- |
| 1   | Peter Sagan        | Tinkoff-Saxo        | 5h 51'53" |
| 2   | Fabian Cancellara  | Trek-Segafredo      | +25"      |
| 3   | BEL}}Sep Vanmarcke | LottoNL-Jumbo       | +28"      |
| 4   | Alexander Kristoff | Team Katusha        | +49"      |
| 5   | Luke Rowe          | Team Sky            | +49"      |
| 6   | Dylan van Baarle   | Cannondale-Garmin   | +49"      |
| 7   | Imanol Erviti      | Movistar Team       | +49"      |
| 8   | Zdeněk Štybar      | Etixx-Quick Step    | +49"      |
| 9   | Dimitri Claeys     | Wanty–Groupe Gobert | +49"      |
| 10  | Niki Terpstra      | Etixx-Quick Step    | +49"      |

## Legături externe
- Site web oficial
- Turul Flandrei 2016 – ProCyclingStats